# Viaderiana quadrispinosa
Viaderiana quadrispinosa is een krabbensoort uit de familie van de Pilumnidae. De wetenschappelijke naam van de soort is voor het eerst geldig gepubliceerd in 1894 door Zehntner.